# 아티큘레이션 (음악)

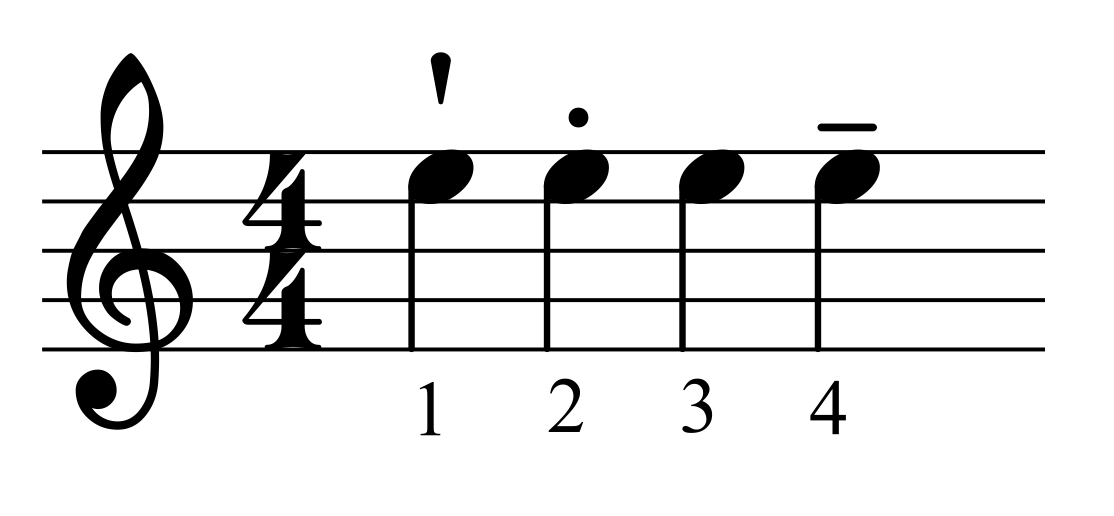

아티큘레이션(Articulation)은 '명료한 발음'이란 뜻으로, 음악에서는 연속되고 있는 선율을 보다 작은 단위로 구분하여 각각의 단위에 어떤 형과 의미를 부여하는 연주기법을 뜻한다. 한 이벤트의 음색, 셈여림표, 음높이를 바꿀 수 있다. 아티큘레이션은 음성 아티큘레이션과 비슷하며 바로크 음악과 고전주의 음악 시기에 수사학과의 비교를 통해 교육되었다.

## 같이 보기
- 악상 기호
- 텅잉